# Onthophagus pedator
Onthophagus pedator är en skalbaggsart som beskrevs av Sharp 1875. Onthophagus pedator ingår i släktet Onthophagus och familjen bladhorningar. Inga underarter finns listade i Catalogue of Life.